# Thymus atticus
Thymus atticus ist eine Pflanzenart aus der Gattung der Thymiane (Thymus) in der Familie der Lippenblütler.

## Beschreibung
Thymus atticus ist ein kleiner Strauch mit holzigen, hochgebogenen bis niederliegenden, nicht-blütentragenden Stängel bildet, von denen bis zu 15 cm lange, aufrechte bis aufsteigende, blütentragende und behaarte Stängel ausgehen. Die blütentragenden Stängel haben zumindest an der Basis Büschel aus Laubblättern ähnlich den nicht blühenden Stängeln. Die Laubblätter sind 12 bis 20 mm lang und etwa 1 mm breit. Sie sind nahezu stumpf, fast lederig, unbehaart und an der Basis bewimpert. Die Blattadern sind eher unauffällig und verlaufen parallel.
Die Blütenstände sind dichte Köpfe. Die Tragblätter sind breit eiförmig und an der Mitte verschmälert, sie sind stumpf, die untersten sind meist 9 mm lang und 3 mm breit. Sie sind lederig, strohfarben und deutlich geadert und bewimpert. Die Unterseite ist kurz anliegend behaart. Der Kelch ist 5 bis 7 mm lang und fein behaart, die Aderung ist deutlich erkennbar. Die oberen Zähne sind etwa 1 bis 1,5 cm lang und lanzettlich. Die Krone ist weißlich oder pink gefärbt.

## Vorkommen und Standorte
Die Art kommt in der östlichen Hälfte der Balkanhalbinsel und in der westliche Türkei vor.

## Systematik
Innerhalb der Gattung der Thymiane (Thymus) wird die Art in die Subsektion Subbracteati der Sektion Hyphodromi eingeordnet.

## Nachweise